# Гольфо
Гольфо (грец. Γκόλφω) — перша повнометражна стрічка в історії грецького кінематографу, створена режисером Костасом Бакаторі 1914 року.
1953 року режисер Орестіс Ласкос у співробітництві з кіностудією Finos Film зняв звукову версію стрічки під тією самою назвою.

## Історія
«Гольфо» — пасторальна романтична драма в п'яти діях драматурга Спіроса Пересіадіса. Власне п'єса Гольфо написана 1893 року, театральна постановка відбулась того самого року в будинку режисера. Втім дуже скоро «Гольфо» вже ставилась на афінській сцені, театрах інших міст Греції, а також за кордоном — у Смірні (Туреччина), Одесі (Україна), Парижі (Франція). Приголомшливий театральний успіх «Гольфо» спонукав до створення кінострічки.

## Актори, 1914 рік
- Віргінія Даманті (Βιργινία Διαμάντη — Гольфо)
- Олімпія Дамаску (Ολυμπία Δαμάσκου)
- Діонісіс Вентеріс (Διονύσης Βεντέρης)
- Георгіос Плутіс (Γεώργιος Πλούτης)
- Захос Тасос (Ζάχος Θάνος)
- Тодорос Літос (Θόδωρος Λιτός)
- Пантеліс Лазарідіс (Παντελής Λαζαρίδης)
- Хрісаїті Хатзіхрісту (Χρυσάνθη Χατζηχρήστου)

## Актори, 1955 рік
- Антігоні Валаху (Αντιγόνη Βαλάκου, в ролі Гольфо)
- Георгіос Глінос (Γεώργιος Γληνός — Τάσος)
- Нікос Казіс (Νίκος Καζής — Κίτσος)
- Міміс Фотопулос (Μίμης Φωτόπουλος — Γιάννος)
- Тодорос Марідіс (Θόδωρος Μορίδης — Ζήσης)
- Ківелі (Κυβέλη — Σταυρούλα)
- Вірон Палліс (Βύρων Πάλλης — πατέρας Τάσου)
- Ріта Мусурі (Ρίτα Μουσούρη — μητέρα Γκόλφως)
- Костас Хатзіхрістос (Κώστας Χατζηχρήστος — Δήμος)
- Костас папахрістос (Κώστας Παπαχρήστος)
- Ліана Орфану (Λιάνα Ορφανού)